# Potrero de Reuter
Potrero de Reuter es una localidad rural perteneciente al municipio de Álamos ubicada en el sureste del estado mexicano de Sonora cercana a los límites divisorios con los estados de Chihuahua y Sinaloa. Según los datos del Censo Poblacional y de Vivienda realizado en 2020 por el Instituto Nacional de Estadística y Geografía (INEGI), Potrero de Reuter tiene un total de 41 habitantes.